# Leningradzki Instytut Planowania
Leningradzki Instytut Planowania (ros. Ленинградский плановый институт) – radziecka placówka dydaktyczna istniejąca w latach 1930 - 1954.
Uczelnię utworzono postanowieniem Rady Komisarzy Ludowych ZSRR z 16 grudnia 1930 jako Ekonomiczny Instytut Planowania, w 1931 przemianowany na Instytut Planowania. Podporządkowany był w latach 1930 - 1946 Państwowej Komisji Planowania RFSRR, w latach 1946 - 1953 Ministerstwu Wyższego Wykształcenia ZSRR, od 1953 Ministerstwu Kultury ZSRR. 
Rozporządzeniem Ministerstwa Wyższego Wykształcenia ZSRR z 14 lipca 1954 został połączony z Leningradzkim Instytutem Finansowo-Ekonomicznym.